# 相楽総三

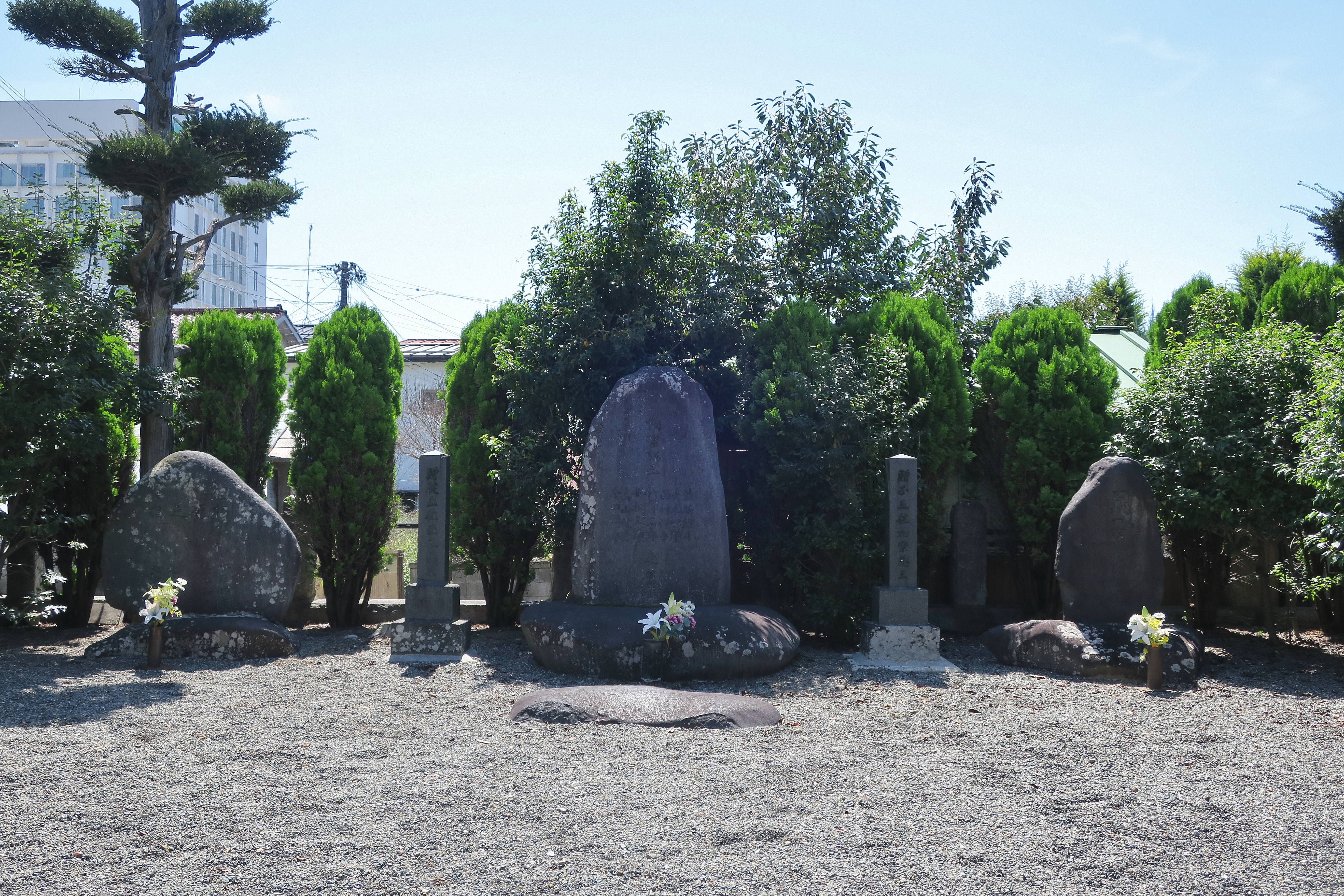
魁塚（相楽塚、長野県下諏訪町）

相楽 総三（さがら そうぞう、天保10年（1839年） - 慶応4年3月3日（1868年3月26日））は、江戸時代末期（幕末）の尊皇攘夷派志士。江戸出身。赤報隊隊長。

## 生涯
天保10年（1839年）、下総相馬郡（現茨城県取手市）の郷士で大富豪の小島兵馬（父）・やす（母）の四男として江戸・赤坂に生まれる。本名は小島四郎左衛門将満。

### 尊王攘夷活動
四男であったが、兄らが養子に出たり事故死したりしたため、小島家の家督を継ぐことになった。国学と兵学を学び、若くして私塾を開いて多くの門人を抱えていたが、文久元年（1861年）、23歳の時、上野国、信濃国、羽州秋田藩などを遊歴し、尊王攘夷活動に身を投じて多くの同志を得た。文久3年（1863年）、小島家から5000両もの資金を与えられて関東方面の各義勇軍の組織化に尽力し、桃井可堂の天朝組の赤城山挙兵を援助したが失敗、元治元年（1864年）の天狗党の乱にも参戦したが、これにも失敗する。

### 乾退助の保護下に入る
慶応2年12月（1867年1月）、水戸浪士の中村勇吉、里見某らと共に土佐藩士・乾退助（のちの板垣退助）を頼って江戸に潜伏。当時、江戸築地の土佐藩邸の惣預役（総責任者）であった乾退助は、参勤交代で藩主らが土佐へ帰ったばかりで藩邸に人が少ないのを好機として、藩主に無断、かつ藩重役にも相談せず独断で相楽総三らを藩邸内に匿った。

### 薩土討幕の密約
慶応3年5月21日（太陽暦6月23日）、中岡慎太郎の仲介によって、土佐藩・乾退助と薩摩藩・西郷隆盛の間で締結された薩土討幕の密約では、相楽総三ら勤皇派浪士の身柄を土佐藩邸から薩摩藩邸へ移管することが盛り込まれる。翌5月22日（太陽暦6月24日）に、乾は薩摩藩と締結した密約を山内容堂に稟申し、同時に相楽総三らを江戸築地藩邸（中屋敷）に隠匿している事を告白。土佐藩の起居を促した。容堂はその勢いに圧される形で、この軍事密約を承認し、退助に軍制改革を命じた。土佐藩は乾を筆頭として軍制改革・近代式練兵を行うことを決定。薩摩藩側も5月25日（太陽暦6月27日）、薩摩藩邸で重臣会議を開き、藩論を武力討幕に統一することが確認された。一方、幕府側は、6月10日（太陽暦7月11日）、近藤勇ら新撰組隊士を幕臣として召抱え、勤皇派の取締りを強化した。

### 左行秀の裏切り
筑後出身で土佐藩お抱えの刀鍛冶・左行秀（豊永久左衛門）は、乾退助と意気投合し義侠心を見込まれて、土佐藩邸に水戸浪士を隠匿している事を告げられるが、事の重大さに狼狽。慶応3年9月9日（1867年10月6日）、自らに罪が及ぶのを恐れて土佐藩の江戸役人に密告。これが、江戸役人から在京の土佐藩重役・寺村左膳に報告され、乾退助が江戸築地の土佐藩邸に総三ら勤王派浪士を隠匿し、薩摩藩が京都で挙兵した場合、退助らの一党が東国で挙兵する計画を立てている事や、その証拠として、行秀が所有している乾退助が水戸浪士・中村勇吉に宛た書簡の写しなどが送られた。左膳は退助の失脚を狙ってさらに山内容堂へこれらを報告した。「この事が容堂公の耳に入れば、退助の命はとても助からないであろう」と言う話を漏れ聞いた清岡公張（半四郎）は、土佐勤王党の一員であった島村寿太郎（武市瑞山の妻・富子の弟で、瑞山の義弟）に乾退助を脱藩させることを提案。島村が退助に面会して脱藩を勧めた。しかし、退助は容堂の御側御用役・西野友保（彦四郎）に対し、水戸浪士を藩邸に隠匿していることは、既に5月（薩土討幕の密約締結を報告の際）に自ら容堂公へ申し上げている事であるため、既に覚悟は出来ており御沙汰を俟つのみであると返答している。果たしてこれに対して容堂は、「退助は暴激の擧（きょ）多けれど、毫（すこし）も邪心なく私事の爲に動かず、群下（みな）が假令（たとへ）之（これ）を争ふも余（容堂）は彼（退助）を殺すに忍びず」と答えたため事なきを得た。9月25日（太陽暦10月22日）、坂本龍馬らはこれらに呼応して長崎より銃器を携えて土佐へ帰国した。

### 西郷隆盛の保護下に入る
慶応3年10月（太陽暦1867年11月）、薩土討幕の密約により土佐藩邸から薩摩藩邸へ身柄を移管された総三は、西郷隆盛、大久保利通らと連携し、西郷の命を受けて、江戸近辺の倒幕運動に加わる。
慶応3年10月13日（太陽暦1867年11月8日）、討幕の密勅が薩摩藩に下され、翌10月14日（太陽暦11月9日）には長州藩に下されたが、10月14日の同日、大政奉還されたことにより討幕の密勅は空文化され、討幕派は大義名分を失った。

### 幕府挑発作戦
武力討幕を目指す西郷隆盛は、幕府を挑発して開戦に導く作戦に出る。総三は西郷の指示により、益満休之助と伊牟田尚平、中村勇吉、そして相楽が中心となって、江戸の薩摩藩邸を拠点とし、同志を募って関東の擾乱を企てた。相楽らは江戸で放火や、掠奪・暴行などを繰り返して幕府を挑発した。その行動の指針となったお定め書きにあった攻撃対象は「幕府を助ける商人と諸藩の浪人、志士の活動の妨げになる商人と幕府役人、唐物を扱う商人、金蔵をもつ富商」の4種に及んだ。加えて、出流山事件を始めとする3つの騒擾を起こしたが、いずれも渋谷和四郎らが率いる幕府の軍勢に鎮圧された。なお、相楽たちの軍資金は豪商を襲って得たものであった。
相楽たちの挙兵は目論見どおり旧幕府方を刺激し、庄内藩と旧幕府軍による江戸薩摩藩邸の焼討事件に発展した。相楽を始めとする28-29名は辛くも藩邸を脱出し、品川沖に停泊する薩摩藩の運搬船翔凰丸に乗って紀伊国に逃れた。焼き討ちは鳥羽・伏見の戦いのきっかけとなった。水原二郎らから焼き討ちの報告を受けた西郷は、相楽たちの功を称賛したという。

### 戊辰戦争
江戸を脱出した相楽たちは、慶応4年（1868年）1月、戊辰戦争が勃発すると、近江の金剛輪寺で赤報隊を結成し、赤報隊一番隊は東海道先鋒総督府の指揮下に入り、桑名への進軍を指令された。しかし相楽は、東山道鎮撫総督府への所属替えを希望し、2月上旬には薩摩藩兵の付属になるよう指示を受けていたが、ここでも相楽は独断で東山道に進んで「御一新」と「旧幕府領の当年分、前年未納分の年貢半減」を布告している。年貢半減の布告は朝廷の了解を得ていたが、のちに撤回されている。

### 軍令違反と不法行為
相楽は指示に従わず独立行動を続行し、碓氷峠を目標に進軍する。相楽たち赤報隊の度重なる独立行動や独断専行を危惧した新政府は赤報隊に帰還を命じたが、相楽たちは命令に従わなかった。これにより、相楽たち赤報隊は官軍の名を利用して沿道から勝手に金穀を徴収し、略奪行為を行う「偽官軍」と見なされることになる。東山道軍は、赤報隊捕縛命令を信州諸藩に通達し、かねてより赤報隊の振る舞いに反感を抱いていた小諸藩など近隣諸藩が連合を組んで赤報隊を攻撃した。このとき相楽は、今まで無視してきた東山道総督府からの召喚にようやく応じて隊を留守にしていた。小諸藩から赤報隊による勝手な金策や、暴行行為を通報されたことにより、出頭した相楽は信濃国下諏訪宿で捕縛される（相楽総三・赤報隊史料集）。

### 処罰
同年3月、相楽を含む赤報隊幹部8人は、下諏訪で斬首された。相楽は享年30。妻の照はこれを聞き、息子の河次郎を総三の姉に託し、総三の後を追って自殺した。後に総三の首級は地元出身の国学者で総三とも親交があった飯田武郷の手によって盗み出され、秘かに葬られた。

### 名誉回復

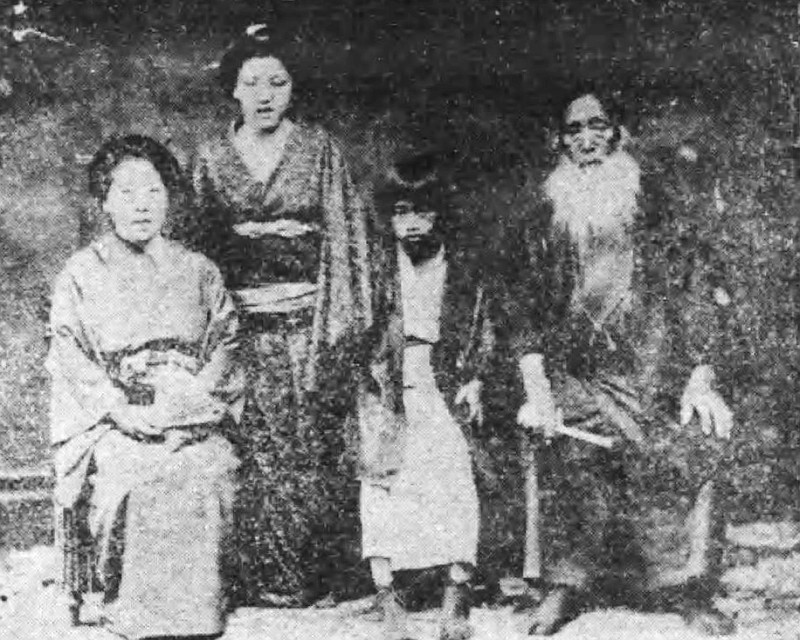
相楽総三の家族。総三の死後5 - 6年後撮影。右から父・兵馬、子・河次郎、兄・良正の娘、姉・はま子。

明治3年（1870年）、下諏訪に相楽塚（魁塚）が建立された。長い間、偽官軍の汚名を受けていたが、孫の木村亀太郎の努力により名誉が回復された。昭和3年（1928年）に正五位が贈られ、翌昭和4年（1929年）、靖国神社に合祀された。
青山霊園立山墓地に墓所がある。

## その他
脚本家の三谷幸喜は最初に大河ドラマのオファーを受けた際、当初は相楽総三を主役にしたドラマを提案していたが、地味であることを理由に却下されたことを明かしている（実際に制作されたのは『新選組!』）。